# Tethina albitarsa
Tethina albitarsa är en tvåvingeart som beskrevs av Foster 1998. Tethina albitarsa ingår i släktet Tethina och familjen Canacidae.
Artens utbredningsområde är Ecuador. Inga underarter finns listade i Catalogue of Life.